# Interlands Egyptisch voetbalelftal 2020-2029
Deze pagina toont een chronologisch overzicht van de interlands die het Egyptisch voetbalelftal speelt en heeft gespeeld in de periode 2020 – 2029.

## Interlands

### 2020
|                                                                               |                   |       |      |                                                            |
| 14 november AK 2021 kwalificatie Groep G «onderlinge duels» 21:00 uur (UTC+2) | Egypte            | 1 – 0 | Togo | Cairostadion, Caïro Scheidsrechter: Louis Hakizimana (RWA) |
| 14 november AK 2021 kwalificatie Groep G «onderlinge duels» 21:00 uur (UTC+2) | Mahmoud Hamdy 53' |       |      | Cairostadion, Caïro Scheidsrechter: Louis Hakizimana (RWA) |

|                                                                             |                  |       |                                                    |                                                    |
| 17 november AK 2021 kwalificatie Groep G «onderlinge duels» 17:00 uur (UTC) | Togo             | 1 – 3 | Egypte                                             | Stade de Kégué, Lomé Scheidsrechter: Issa Sy (SEN) |
| 17 november AK 2021 kwalificatie Groep G «onderlinge duels» 17:00 uur (UTC) | Josué Doke 90+3' |       | 18' Mohamed Magdy 32' Mohamed Sherif 52' Trézéguet | Stade de Kégué, Lomé Scheidsrechter: Issa Sy (SEN) |

### 2021
|                                                                            |                     |       |                  |                                                                          |
| 25 maart AK 2021 kwalificatie Groep G «onderlinge duels» 19:00 uur (UTC+3) | Kenia               | 1 – 1 | Egypte           | Nationaal Stadion Nyayo, Nairobi Scheidsrechter: Thando Ndzandzeka (ZAF) |
| 25 maart AK 2021 kwalificatie Groep G «onderlinge duels» 19:00 uur (UTC+3) | Hassan Abdallah 65' |       | 2' Mohamed Magdy | Nationaal Stadion Nyayo, Nairobi Scheidsrechter: Thando Ndzandzeka (ZAF) |

|                                                                            |                                                                           |       |         |                                                         |
| 29 maart AK 2021 kwalificatie Groep G «onderlinge duels» 18:00 uur (UTC+2) | Egypte                                                                    | 4 – 0 | Comoren | Cairostadion, Caïro Scheidsrechter: Boubou Traoré (MLI) |
| 29 maart AK 2021 kwalificatie Groep G «onderlinge duels» 18:00 uur (UTC+2) | Mohamed Elneny 15' Mohamed Sherif 17' Mohamed Salah 21' Mohamed Salah 25' |       |         | Cairostadion, Caïro Scheidsrechter: Boubou Traoré (MLI) |

|                                                                               |                         |       |        |                                                                            |
| 1 september WK 2022 kwalificatie Groep F «onderlinge duels» 21:00 uur (UTC+2) | Egypte                  | 1 – 0 | Angola | 30 Juni Stadion, Caïro Toeschouwers: 0 Scheidsrechter: Boubou Traoré (MLI) |
| 1 september WK 2022 kwalificatie Groep F «onderlinge duels» 21:00 uur (UTC+2) | Mohamed Magdy 5' (pen.) |       |        | 30 Juni Stadion, Caïro Toeschouwers: 0 Scheidsrechter: Boubou Traoré (MLI) |

|                                                                               |                   |       |                     |                                                                                        |
| 5 september WK 2022 kwalificatie Groep F «onderlinge duels» 20:00 uur (UTC+1) | Gabon             | 1 – 1 | Egypte              | Stade de Franceville, Franceville Toeschouwers: 0 Scheidsrechter: Bakary Gassama (GAM) |
| 5 september WK 2022 kwalificatie Groep F «onderlinge duels» 20:00 uur (UTC+1) | Jim Allevinah 73' |       | 90' Mostafa Mohamed | Stade de Franceville, Franceville Toeschouwers: 0 Scheidsrechter: Bakary Gassama (GAM) |

|                                                                     |                                       |       |         |                                                                        |
| 30 september Vriendschappelijk «onderlinge duels» 21:00 uur (UTC+2) | Egypte                                | 2 – 0 | Liberia | Borg El Arabstadion, Alexandrië Scheidsrechter: Youssef Essrayri (TUN) |
| 30 september Vriendschappelijk «onderlinge duels» 21:00 uur (UTC+2) | Mohamed Sherif 58' Mohamed Sherif 67' |       |         | Borg El Arabstadion, Alexandrië Scheidsrechter: Youssef Essrayri (TUN) |

|                                                                             |                   |       |       |                                                                                                 |
| 8 oktober WK 2022 kwalificatie Groep F «onderlinge duels» 21:00 uur (UTC+2) | Egypte            | 1 – 0 | Libië | Borg El Arabstadion, Alexandrië Toeschouwers: 0 Scheidsrechter: Pacifique Ndabihawenimana (BDI) |
| 8 oktober WK 2022 kwalificatie Groep F «onderlinge duels» 21:00 uur (UTC+2) | Omar Marmoush 49' |       |       | Borg El Arabstadion, Alexandrië Toeschouwers: 0 Scheidsrechter: Pacifique Ndabihawenimana (BDI) |

|                                                                              |       |                                                                  |        |                                                                                    |
| 11 oktober WK 2022 kwalificatie Groep F «onderlinge duels» 21:00 uur (UTC+2) | Libië | 0 – 3                                                            | Egypte | Benina Martyrsstadion, Benghazi Toeschouwers: 0 Scheidsrechter: Victor Gomes (ZAF) |
| 11 oktober WK 2022 kwalificatie Groep F «onderlinge duels» 21:00 uur (UTC+2) |       | 40' Ahmed Abou El Fotouh 45+4' Mostafa Mohamed 72' Ramadan Sobhi |        | Benina Martyrsstadion, Benghazi Toeschouwers: 0 Scheidsrechter: Victor Gomes (ZAF) |

|                                                                               |                                          |       |                                       |                                                                                       |
| 12 november WK 2022 kwalificatie Groep F «onderlinge duels» 20:00 uur (UTC+1) | Angola                                   | 2 – 2 | Egypte                                | Estádio 11 de Novembro, Luanda Toeschouwers: 15.000 Scheidsrechter: Jean Ngambo (COD) |
| 12 november WK 2022 kwalificatie Groep F «onderlinge duels» 20:00 uur (UTC+1) | Hélder Costa 25' M'Bala Nzola 35' (pen.) |       | 45+1' Mohamed Elneny 59' Akram Tawfik | Estádio 11 de Novembro, Luanda Toeschouwers: 15.000 Scheidsrechter: Jean Ngambo (COD) |

|                                                                               |                                                  |       |                   |                                                                                            |
| 16 november WK 2022 kwalificatie Groep F «onderlinge duels» 15:00 uur (UTC+2) | Egypte                                           | 2 – 1 | Gabon             | Borg El Arabstadion, Alexandrië Toeschouwers: 1.000 Scheidsrechter: Georges Gatogato (BDI) |
| 16 november WK 2022 kwalificatie Groep F «onderlinge duels» 15:00 uur (UTC+2) | Mohamed Magdy 4' (pen.) Johann Obiang 75' (e.d.) |       | 54' Jim Allevinah | Borg El Arabstadion, Alexandrië Toeschouwers: 1.000 Scheidsrechter: Georges Gatogato (BDI) |

| FIFA Arab Cup 2021 |
| ------------------ |

|                                                                  |                          |       |         | |
| 1 december Arab Cup Groep D «onderlinge duels» 16:00 uur (UTC+3) | Egypte                   | 1 – 0 | Libanon | Al Thumamastadion, Doha Toeschouwers: 11.757 Scheidsrechter: Daniel Siebert (GER) Video-assistent: Christian Dingert (GER) |
| 1 december Arab Cup Groep D «onderlinge duels» 16:00 uur (UTC+3) | Mohamed Magdy 71' (pen.) |       |         | Al Thumamastadion, Doha Toeschouwers: 11.757 Scheidsrechter: Daniel Siebert (GER) Video-assistent: Christian Dingert (GER) |

|                                                                  |        |                                                                                                |        | |
| 4 december Arab Cup Groep D «onderlinge duels» 19:00 uur (UTC+3) | Soedan | 0 – 5                                                                                          | Egypte | Stadion 974, Doha Toeschouwers: 14.464 Scheidsrechter: Matthew Conger (NZL) Video-assistent: Kevin Blom (NED) |
| 4 december Arab Cup Groep D «onderlinge duels» 19:00 uur (UTC+3) |        | 4' Ahmed Refaat 13' (pen.) Ahmed Sayed 31' Mahmoud Hamdy 57' Hussein Faisal 80' Mohamed Sherif |        | Stadion 974, Doha Toeschouwers: 14.464 Scheidsrechter: Matthew Conger (NZL) Video-assistent: Kevin Blom (NED) |

|                                                                  |                          |       |                         | |
| 7 december Arab Cup Groep D «onderlinge duels» 22:00 uur (UTC+3) | Algerije                 | 1 – 1 | Egypte                  | Al Janoubstadion, Al Wakrah Toeschouwers: 32.418 Scheidsrechter: Facundo Tello (ARG) Video-assistent: Guillermo Cuadra Fernández (ESP) |
| 7 december Arab Cup Groep D «onderlinge duels» 22:00 uur (UTC+3) | Mohamed Amine Tougai 20' |       | 60' (pen.) Amr El Solia | Al Janoubstadion, Al Wakrah Toeschouwers: 32.418 Scheidsrechter: Facundo Tello (ARG) Video-assistent: Guillermo Cuadra Fernández (ESP) |

|                                                                       |                                                         |              |                     | |
| 11 december Arab Cup Kwartfinale «onderlinge duels» 18:00 uur (UTC+3) | Egypte                                                  | 3 – 1 (n.v.) | Jordanië            | Al Janoubstadion, Al Wakrah Toeschouwers: 28.306 Scheidsrechter: Said Martínez (HON) Video-assistent: Fernando Guerrero (MEX) |
| 11 december Arab Cup Kwartfinale «onderlinge duels» 18:00 uur (UTC+3) | Marwan Hamdy 45+1' Ahmed Refaat 100' Marwan Dawoud 119' |              | 12' Yazan Al-Naimat | Al Janoubstadion, Al Wakrah Toeschouwers: 28.306 Scheidsrechter: Said Martínez (HON) Video-assistent: Fernando Guerrero (MEX) |

|                                                                        |                           |       |        | |
| 15 december Arab Cup Halve finale «onderlinge duels» 18:00 uur (UTC+3) | Tunesië                   | 1 – 0 | Egypte | Stadion 974, Doha Toeschouwers: 36.427 Scheidsrechter: Alireza Faghani (IRN) Video-assistent: Guillermo Cuadra Fernández (ESP) |
| 15 december Arab Cup Halve finale «onderlinge duels» 18:00 uur (UTC+3) | Amr El Solia 90+5' (e.d.) |       |        | Stadion 974, Doha Toeschouwers: 36.427 Scheidsrechter: Alireza Faghani (IRN) Video-assistent: Guillermo Cuadra Fernández (ESP) |

|                                                                        |                                                                                          |              |                                                                                             | |
| 18 december Arab Cup Troostfinale «onderlinge duels» 13:00 uur (UTC+3) | Egypte                                                                                   | 0 – 0 (n.v.) | Qatar                                                                                       | Stadion 974, Doha Toeschouwers: 30.978 Scheidsrechter: Facundo Tello (ARG) Video-assistent: Juan Soto (VEN) |
| 18 december Arab Cup Troostfinale «onderlinge duels» 13:00 uur (UTC+3) |                                                                                          |              |                                                                                             | Stadion 974, Doha Toeschouwers: 30.978 Scheidsrechter: Facundo Tello (ARG) Video-assistent: Juan Soto (VEN) |
| 18 december Arab Cup Troostfinale «onderlinge duels» 13:00 uur (UTC+3) | Strafschoppen                                                                            |              |                                                                                             | Stadion 974, Doha Toeschouwers: 30.978 Scheidsrechter: Facundo Tello (ARG) Video-assistent: Juan Soto (VEN) |
| 18 december Arab Cup Troostfinale «onderlinge duels» 13:00 uur (UTC+3) | Mohamed Magdy Amr El Solia Ahmed Hegazy Ahmed Abou El Fotouh Akram Tawfik Mohamed Sherif | 4 – 5        | Hassan Al-Haidos Boualem Khoukhi Abdelkarim Hassan Ahmed Alaaeldin Akram Afif Karim Boudiaf | Stadion 974, Doha Toeschouwers: 30.978 Scheidsrechter: Facundo Tello (ARG) Video-assistent: Juan Soto (VEN) |

|  |  |  |  |  |  |  |  |  |

### 2022
| Afrikaans kampioenschap voetbal 2021 |
| ------------------------------------ |

|                                                                    |                       |       |        | |
| 11 januari Afrika Cup Groep D «onderlinge duels» 17:00 uur (UTC+1) | Nigeria               | 1 – 0 | Egypte | Roumdé Adjiastadion, Garoua Scheidsrechter: Bakary Gassama (GAM) Video-assistent: Bamlak Tessema Weyesa (ETH) |
| 11 januari Afrika Cup Groep D «onderlinge duels» 17:00 uur (UTC+1) | Kelechi Iheanacho 30' |       |        | Roumdé Adjiastadion, Garoua Scheidsrechter: Bakary Gassama (GAM) Video-assistent: Bamlak Tessema Weyesa (ETH) |

|                                                                    |               |                   |        | |
| 15 januari Afrika Cup Groep D «onderlinge duels» 20:00 uur (UTC+1) | Guinee-Bissau | 0 – 1             | Egypte | Roumdé Adjiastadion, Garoua Scheidsrechter: Pacifique Ndabihawenimana (BDI) Video-assistent: Mustapha Ghorbal (ALG) |
| 15 januari Afrika Cup Groep D «onderlinge duels» 20:00 uur (UTC+1) |               | 69' Mohamed Salah |        | Roumdé Adjiastadion, Garoua Scheidsrechter: Pacifique Ndabihawenimana (BDI) Video-assistent: Mustapha Ghorbal (ALG) |

|                                                                    |                        |       |        | |
| 19 januari Afrika Cup Groep D «onderlinge duels» 20:00 uur (UTC+1) | Egypte                 | 1 – 0 | Soedan | Ahmadou Ahidjostadion, Yaoundé Scheidsrechter: Joshua Bondo (BOT) Video-assistent: Bamlak Tessema Weyesa (ETH) |
| 19 januari Afrika Cup Groep D «onderlinge duels» 20:00 uur (UTC+1) | Mohamed Abdelmonem 35' |       |        | Ahmadou Ahidjostadion, Yaoundé Scheidsrechter: Joshua Bondo (BOT) Video-assistent: Bamlak Tessema Weyesa (ETH) |

|                                                                           |                                                                      |              |                                                                      | |
| 26 januari Afrika Cup Achtste finale «onderlinge duels» 17:00 uur (UTC+1) | Ivoorkust                                                            | 0 – 0 (n.v.) | Egypte                                                               | Japomastadion, Douala Scheidsrechter: Jean Ngambo (COD) Video-assistent: Bamlak Tessema Weyesa (ETH) |
| 26 januari Afrika Cup Achtste finale «onderlinge duels» 17:00 uur (UTC+1) |                                                                      |              |                                                                      | Japomastadion, Douala Scheidsrechter: Jean Ngambo (COD) Video-assistent: Bamlak Tessema Weyesa (ETH) |
| 26 januari Afrika Cup Achtste finale «onderlinge duels» 17:00 uur (UTC+1) | Strafschoppen                                                        |              |                                                                      | Japomastadion, Douala Scheidsrechter: Jean Ngambo (COD) Video-assistent: Bamlak Tessema Weyesa (ETH) |
| 26 januari Afrika Cup Achtste finale «onderlinge duels» 17:00 uur (UTC+1) | Nicolas Pépé Ibrahim Sangaré Eric Bailly Maxwel Cornet Wilfried Zaha | 4 – 5        | Ahmed Sayed Amr El Solia Omar Kamal Mohamed Abdelmonem Mohamed Salah | Japomastadion, Douala Scheidsrechter: Jean Ngambo (COD) Video-assistent: Bamlak Tessema Weyesa (ETH) |

|                                                                        |                                  |              |                          | |
| 30 januari Afrika Cup Kwartfinale «onderlinge duels» 16:00 uur (UTC+1) | Egypte                           | 2 – 1 (n.v.) | Marokko                  | Ahmadou Ahidjostadion, Yaoundé Scheidsrechter: Maguette Ndiaye (SEN) Video-assistent: Fernando Guerrero (MEX) |
| 30 januari Afrika Cup Kwartfinale «onderlinge duels» 16:00 uur (UTC+1) | Mohamed Salah 53' Trézéguet 100' |              | 7' (pen.) Sofiane Boufal | Ahmadou Ahidjostadion, Yaoundé Scheidsrechter: Maguette Ndiaye (SEN) Video-assistent: Fernando Guerrero (MEX) |

|                                                                         |                                                                  |              |                                                | |
| 3 februari Afrika Cup Halve finale «onderlinge duels» 20:00 uur (UTC+1) | Kameroen                                                         | 0 – 0 (n.v.) | Egypte                                         | Olembestadion, Yaoundé Toeschouwers: 24.371 Scheidsrechter: Bakary Gassama (GAM) Video-assistent: Haythem Guirat (TUN) |
| 3 februari Afrika Cup Halve finale «onderlinge duels» 20:00 uur (UTC+1) |                                                                  |              |                                                | Olembestadion, Yaoundé Toeschouwers: 24.371 Scheidsrechter: Bakary Gassama (GAM) Video-assistent: Haythem Guirat (TUN) |
| 3 februari Afrika Cup Halve finale «onderlinge duels» 20:00 uur (UTC+1) | Strafschoppen                                                    |              |                                                | Olembestadion, Yaoundé Toeschouwers: 24.371 Scheidsrechter: Bakary Gassama (GAM) Video-assistent: Haythem Guirat (TUN) |
| 3 februari Afrika Cup Halve finale «onderlinge duels» 20:00 uur (UTC+1) | Vincent Aboubakar Harold Moukoudi James Lea Siliki Clinton N'Jie | 1 – 3        | Ahmed Sayed Mohamed Abdelmonem Mohanad Lasheen | Olembestadion, Yaoundé Toeschouwers: 24.371 Scheidsrechter: Bakary Gassama (GAM) Video-assistent: Haythem Guirat (TUN) |

|                                                                   |                                                                  |              |                                                             |                                                                                              |
| 6 februari Afrika Cup Finale «onderlinge duels» 20:00 uur (UTC+1) | Senegal                                                          | 0 – 0 (n.v.) | Egypte                                                      | Olembestadion, Yaoundé Scheidsrechter: Victor Gomes (ZAF) Video-assistent: Adil Zourak (MAR) |
| 6 februari Afrika Cup Finale «onderlinge duels» 20:00 uur (UTC+1) |                                                                  |              |                                                             | Olembestadion, Yaoundé Scheidsrechter: Victor Gomes (ZAF) Video-assistent: Adil Zourak (MAR) |
| 6 februari Afrika Cup Finale «onderlinge duels» 20:00 uur (UTC+1) | Strafschoppen                                                    |              |                                                             | Olembestadion, Yaoundé Scheidsrechter: Victor Gomes (ZAF) Video-assistent: Adil Zourak (MAR) |
| 6 februari Afrika Cup Finale «onderlinge duels» 20:00 uur (UTC+1) | Kalidou Koulibaly Abdou Diallo Bouna Sarr Bamba Dieng Sadio Mané | 4 – 2        | Ahmed Sayed Mohamed Abdelmonem Marwan Hamdy Mohanad Lasheen | Olembestadion, Yaoundé Scheidsrechter: Victor Gomes (ZAF) Video-assistent: Adil Zourak (MAR) |

|  |  |  |  |  |  |  |  |  |

|                                                                             |                       |       |         | |
| 25 maart WK 2022 kwalificatie Play-off «onderlinge duels» 21:30 uur (UTC+2) | Egypte                | 1 – 0 | Senegal | Cairostadion, Caïro Toeschouwers: 65.000 Scheidsrechter: Jean Ngambo (COD) Video-assistent: Marco Di Bello (ITA) |
| 25 maart WK 2022 kwalificatie Play-off «onderlinge duels» 21:30 uur (UTC+2) | Saliou Ciss 4' (e.d.) |       |         | Cairostadion, Caïro Toeschouwers: 65.000 Scheidsrechter: Jean Ngambo (COD) Video-assistent: Marco Di Bello (ITA) |

|                                                                           |                                                                 |              |                                                        | |
| 29 maart WK 2022 kwalificatie Play-off «onderlinge duels» 17:00 uur (UTC) | Senegal                                                         | 1 – 0 (n.v.) | Egypte                                                 | Stade Abdoulaye Wade, Diamniadio Toeschouwers: 45.000 Scheidsrechter: Mustapha Ghorbal (ALG) Video-assistent: Bastian Dankert (GER) |
| 29 maart WK 2022 kwalificatie Play-off «onderlinge duels» 17:00 uur (UTC) | Boulaye Dia 3'                                                  |              |                                                        | Stade Abdoulaye Wade, Diamniadio Toeschouwers: 45.000 Scheidsrechter: Mustapha Ghorbal (ALG) Video-assistent: Bastian Dankert (GER) |
| 29 maart WK 2022 kwalificatie Play-off «onderlinge duels» 17:00 uur (UTC) | Strafschoppen                                                   |              |                                                        | Stade Abdoulaye Wade, Diamniadio Toeschouwers: 45.000 Scheidsrechter: Mustapha Ghorbal (ALG) Video-assistent: Bastian Dankert (GER) |
| 29 maart WK 2022 kwalificatie Play-off «onderlinge duels» 17:00 uur (UTC) | Kalidou Koulibaly Saliou Ciss Bouna Sarr Bamba Dieng Sadio Mané | 3 – 1        | Mohamed Salah Ahmed Sayed Amr El Solia Mostafa Mohamed | Stade Abdoulaye Wade, Diamniadio Toeschouwers: 45.000 Scheidsrechter: Mustapha Ghorbal (ALG) Video-assistent: Bastian Dankert (GER) |

|                                                                          |                     |       |        |                                                                      |
| 5 juni AK 2023 kwalificatie Groep D «onderlinge duels» 21:00 uur (UTC+2) | Egypte              | 1 – 0 | Guinee | Cairostadion, Caïro Scheidsrechter: Hélder Martins de Carvalho (ANG) |
| 5 juni AK 2023 kwalificatie Groep D «onderlinge duels» 21:00 uur (UTC+2) | Mostafa Mohamed 87' |       |        | Cairostadion, Caïro Scheidsrechter: Hélder Martins de Carvalho (ANG) |

|                                                                          |                                      |       |        |                                                                                   |
| 9 juni AK 2023 kwalificatie Groep D «onderlinge duels» 18:00 uur (UTC+2) | Ethiopië                             | 2 – 0 | Egypte | Bingu Nationaal Stadion, Lilongwe (Malawi) Scheidsrechter: Georges Gatogato (BDI) |
| 9 juni AK 2023 kwalificatie Groep D «onderlinge duels» 18:00 uur (UTC+2) | Dawa Hotessa 21' Shimelis Bekele 39' |       |        | Bingu Nationaal Stadion, Lilongwe (Malawi) Scheidsrechter: Georges Gatogato (BDI) |

|                                                                |                                                                           |       |                     |                                                                                          |
| 14 juni Vriendschappelijk «onderlinge duels» 20:00 uur (UTC+9) | Zuid-Korea                                                                | 4 – 1 | Egypte              | Seoul World Cupstadion, Seoel Toeschouwers: 59.712 Scheidsrechter: Jérémie Pignard (FRA) |
| 14 juni Vriendschappelijk «onderlinge duels» 20:00 uur (UTC+9) | Hwang Ui-jo 14' Kim Young-gwon 21' Cho Gue-sung 85' Kwon Chang-hoon 90+1' |       | 37' Mostafa Mohamed | Seoul World Cupstadion, Seoel Toeschouwers: 59.712 Scheidsrechter: Jérémie Pignard (FRA) |

|                                                                     |                                                                |       |       |                                                                                       |
| 23 september Vriendschappelijk «onderlinge duels» 20:00 uur (UTC+2) | Egypte                                                         | 3 – 0 | Niger | Borg El Arabstadion, Alexandrië Toeschouwers: 2.000 Scheidsrechter: Sadok Selmi (TUN) |
| 23 september Vriendschappelijk «onderlinge duels» 20:00 uur (UTC+2) | Mohamed Salah 43' Mostafa Mohamed 55' Mohamed Salah 67' (pen.) |       |       | Borg El Arabstadion, Alexandrië Toeschouwers: 2.000 Scheidsrechter: Sadok Selmi (TUN) |

|                                                                     |                                                                       |       |         |                                                                                            |
| 27 september Vriendschappelijk «onderlinge duels» 20:00 uur (UTC+2) | Egypte                                                                | 3 – 0 | Liberia | Borg El Arabstadion, Alexandrië Toeschouwers: 2.000 Scheidsrechter: Youssef Essrayri (TUN) |
| 27 september Vriendschappelijk «onderlinge duels» 20:00 uur (UTC+2) | Omar Marmoush 38' Mohamed Abdelmonem 57' Ahmed Hassan Koka 90' (pen.) |       |         | Borg El Arabstadion, Alexandrië Toeschouwers: 2.000 Scheidsrechter: Youssef Essrayri (TUN) |

|                                                                    |                 |       |                                   | |
| 18 november Vriendschappelijk «onderlinge duels» 18:00 uur (UTC+3) | België          | 1 – 2 | Egypte                            | Jaber Al-Ahmad Internationaal Stadion, Koeweit Toeschouwers: 57.400 Scheidsrechter: Ali Shaban (KUW) Video-assistent: Abdullah Jamali (KUW) |
| 18 november Vriendschappelijk «onderlinge duels» 18:00 uur (UTC+3) | Loïs Openda 76' |       | 33' Mostafa Mohamed 46' Trézéguet | Jaber Al-Ahmad Internationaal Stadion, Koeweit Toeschouwers: 57.400 Scheidsrechter: Ali Shaban (KUW) Video-assistent: Abdullah Jamali (KUW) |

### 2023
|                                                                            |                                       |       |        |                                                           |
| 24 maart AK 2023 kwalificatie Groep D «onderlinge duels» 21:00 uur (UTC+2) | Egypte                                | 2 – 0 | Malawi | 30 Juni Stadion, Caïro Scheidsrechter: Pierre Atcho (GAB) |
| 24 maart AK 2023 kwalificatie Groep D «onderlinge duels» 21:00 uur (UTC+2) | Mohamed Salah 20' Omar Marmoush 45+1' |       |        | 30 Juni Stadion, Caïro Scheidsrechter: Pierre Atcho (GAB) |

|                                                                            |        |                                                                    |        |                                                                      |
| 28 maart AK 2023 kwalificatie Groep D «onderlinge duels» 15:00 uur (UTC+2) | Malawi | 0 – 4                                                              | Egypte | Bingu Nationaal Stadion, Lilongwe Scheidsrechter: Dahane Beida (MTN) |
| 28 maart AK 2023 kwalificatie Groep D «onderlinge duels» 15:00 uur (UTC+2) |        | 4' Tarek Hamed 16' Omar Marmoush 20' Mohamed Salah 49' Ahmed Sayed |        | Bingu Nationaal Stadion, Lilongwe Scheidsrechter: Dahane Beida (MTN) |

|                                                                         |                     |       |                                   |                                                                                 |
| 14 juni AK 2023 kwalificatie Groep D «onderlinge duels» 20:00 uur (UTC) | Guinee              | 1 – 2 | Egypte                            | Stade de Marrakech, Marrakesh (Marokko) Scheidsrechter: Daniel Nii Laryea (GHA) |
| 14 juni AK 2023 kwalificatie Groep D «onderlinge duels» 20:00 uur (UTC) | Serhou Guirassy 26' |       | 42' Trézéguet 79' Mostafa Mohamed | Stade de Marrakech, Marrakesh (Marokko) Scheidsrechter: Daniel Nii Laryea (GHA) |

|                                                                |                                             |       |             |                                                                               |
| 18 juni Vriendschappelijk «onderlinge duels» 20:00 uur (UTC+3) | Egypte                                      | 3 – 0 | Zuid-Soedan | Cairostadion, Caïro Toeschouwers: 5.000 Scheidsrechter: Abdullah Jamali (KUW) |
| 18 juni Vriendschappelijk «onderlinge duels» 20:00 uur (UTC+3) | Mostafa Fathi 19' Kahraba 45' Trézéguet 72' |       |             | Cairostadion, Caïro Toeschouwers: 5.000 Scheidsrechter: Abdullah Jamali (KUW) |

|                                                                               |                   |       |          |                                                                     |
| 8 september AK 2023 kwalificatie Groep D «onderlinge duels» 19:00 uur (UTC+3) | Egypte            | 1 – 0 | Ethiopië | 30 Juni Stadion, Caïro Scheidsrechter: Patrice Tanguy Mebiame (GAB) |
| 8 september AK 2023 kwalificatie Groep D «onderlinge duels» 19:00 uur (UTC+3) | Mostafa Fathi 37' |       |          | 30 Juni Stadion, Caïro Scheidsrechter: Patrice Tanguy Mebiame (GAB) |

|                                                                     |                |       |                                                           |                                                                                  |
| 12 september Vriendschappelijk «onderlinge duels» 20:00 uur (UTC+3) | Egypte         | 1 – 3 | Tunesië                                                   | 30 Juni Stadion, Caïro Toeschouwers: 1.000 Scheidsrechter: Ammar Ashkanani (KUW) |
| 12 september Vriendschappelijk «onderlinge duels» 20:00 uur (UTC+3) | Omar Kamal 34' |       | 3' Aïssa Laïdouni 8' (e.d.) Hamdy Fathy 90+5' Hamza Rafia | 30 Juni Stadion, Caïro Toeschouwers: 1.000 Scheidsrechter: Ammar Ashkanani (KUW) |

|                                                                   |                   |       |        | |
| 12 oktober Vriendschappelijk «onderlinge duels» 20:00 uur (UTC+4) | Egypte            | 1 – 0 | Zambia | Hazza Bin Zayedstadion, Al Ain Toeschouwers: 8.333 Scheidsrechter: Ahmed Eisa Darwish (VAE) Video-assistent: Mohammed Obaid Khadim (VAE) |
| 12 oktober Vriendschappelijk «onderlinge duels» 20:00 uur (UTC+4) | Hamdy Fathy 90+4' |       |        | Hazza Bin Zayedstadion, Al Ain Toeschouwers: 8.333 Scheidsrechter: Ahmed Eisa Darwish (VAE) Video-assistent: Mohammed Obaid Khadim (VAE) |

|                                                                   |                 |       |                     | |
| 16 oktober Vriendschappelijk «onderlinge duels» 20:00 uur (UTC+4) | Egypte          | 1 – 1 | Algerije            | Hazza Bin Zayedstadion, Al Ain Toeschouwers: 25.000 Scheidsrechter: Yahya Ali Al Mulla (VAE) Video-assistent: Mohammed Obaid Khadim (VAE) |
| 16 oktober Vriendschappelijk «onderlinge duels» 20:00 uur (UTC+4) | Hamdy Fathy 62' |       | 90+3' Islam Slimani | Hazza Bin Zayedstadion, Al Ain Toeschouwers: 25.000 Scheidsrechter: Yahya Ali Al Mulla (VAE) Video-assistent: Mohammed Obaid Khadim (VAE) |

|                                                                               | |       |          |                                                                             |
| 16 november WK 2026 kwalificatie Groep A «onderlinge duels» 18:00 uur (UTC+2) | Egypte | 6 – 0 | Djibouti | Cairostadion, Caïro Toeschouwers: 6.000 Scheidsrechter: Jelly Chavani (ZAF) |
| 16 november WK 2026 kwalificatie Groep A «onderlinge duels» 18:00 uur (UTC+2) | Mohamed Salah 17' Mohamed Salah 22' (pen.) Mohamed Salah 48' Mohamed Salah 69' Mostafa Mohamed 73' Trézéguet 89' |       |          | Cairostadion, Caïro Toeschouwers: 6.000 Scheidsrechter: Jelly Chavani (ZAF) |

|                                                                             |              |                             |        | |
| 19 november WK 2026 kwalificatie Groep A «onderlinge duels» 16:00 uur (UTC) | Sierra Leone | 0 – 2                       | Egypte | Samuel Kanyon Doe Sportcomplex, Monrovia (Liberia) Toeschouwers: 8.916 Scheidsrechter: Jean Ngambo (COD) |
| 19 november WK 2026 kwalificatie Groep A «onderlinge duels» 16:00 uur (UTC) |              | 18' Trézéguet 62' Trézéguet |        | Samuel Kanyon Doe Sportcomplex, Monrovia (Liberia) Toeschouwers: 8.916 Scheidsrechter: Jean Ngambo (COD) |

### 2024
|                                                                  |                                       |       |          |                                                                                 |
| 7 januari Vriendschappelijk «onderlinge duels» 18:00 uur (UTC+2) | Egypte                                | 2 – 0 | Tanzania | Cairostadion, Caïro Toeschouwers: 1.700 Scheidsrechter: Hashem Al-Ibrahim (KUW) |
| 7 januari Vriendschappelijk «onderlinge duels» 18:00 uur (UTC+2) | Trézéguet 32' Aishi Manula 73' (e.d.) |       |          | Cairostadion, Caïro Toeschouwers: 1.700 Scheidsrechter: Hashem Al-Ibrahim (KUW) |

| Afrikaans kampioenschap voetbal 2023 |
| ------------------------------------ |

|                                                                  |                                               |       |                     | |
| 14 januari Afrika Cup Groep B «onderlinge duels» 17:00 uur (UTC) | Egypte                                        | 2 – 2 | Mozambique          | Stade Félix Houphouët-Boigny, Abidjan Toeschouwers: 11.933 Scheidsrechter: Dahane Beida (MTN) Video-assistent: Peter Waweru (KEN) |
| 14 januari Afrika Cup Groep B «onderlinge duels» 17:00 uur (UTC) | Mostafa Mohamed 2' Mohamed Salah 90+7' (pen.) |       | 56' Witi 58' Clésio | Stade Félix Houphouët-Boigny, Abidjan Toeschouwers: 11.933 Scheidsrechter: Dahane Beida (MTN) Video-assistent: Peter Waweru (KEN) |

|                                                                  |                                       |       |                                         | |
| 18 januari Afrika Cup Groep B «onderlinge duels» 20:00 uur (UTC) | Egypte                                | 2 – 2 | Ghana                                   | Stade Félix Houphouët-Boigny, Abidjan Toeschouwers: 20.808 Scheidsrechter: Pierre Atcho (GAB) Video-assistent: Issa Sy (SEN) |
| 18 januari Afrika Cup Groep B «onderlinge duels» 20:00 uur (UTC) | Omar Marmoush 69' Mostafa Mohamed 74' |       | 45+3' Mohammed Kudus 71' Mohammed Kudus | Stade Félix Houphouët-Boigny, Abidjan Toeschouwers: 20.808 Scheidsrechter: Pierre Atcho (GAB) Video-assistent: Issa Sy (SEN) |

|                                                                  |                                           |       |                                     | |
| 22 januari Afrika Cup Groep B «onderlinge duels» 20:00 uur (UTC) | Kaapverdië                                | 2 – 2 | Egypte                              | Stade Félix Houphouët-Boigny, Abidjan Toeschouwers: 15.650 Scheidsrechter: Alhadi Allaou Mahamat (TCD) Video-assistent: Abongile Tom (ZAF) |
| 22 januari Afrika Cup Groep B «onderlinge duels» 20:00 uur (UTC) | Gilson Tavares 45+1' Bryan Teixeira 90+9' |       | 50' Trézéguet 90+3' Mostafa Mohamed | Stade Félix Houphouët-Boigny, Abidjan Toeschouwers: 15.650 Scheidsrechter: Alhadi Allaou Mahamat (TCD) Video-assistent: Abongile Tom (ZAF) |

|                                                                         | |              | | |
| 28 januari Afrika Cup Achtste finale «onderlinge duels» 20:00 uur (UTC) | Egypte | 1 – 1 (n.v.) | Congo-Kinshasa | Stade Laurent Pokou, San-Pédro Toeschouwers: 12.342 Scheidsrechter: Abongile Tom (ZAF) Video-assistent: Daniel Nii Laryea (GHA) |
| 28 januari Afrika Cup Achtste finale «onderlinge duels» 20:00 uur (UTC) | Mostafa Mohamed 45+1' (pen.) |              | 37' Meschak Elia | Stade Laurent Pokou, San-Pédro Toeschouwers: 12.342 Scheidsrechter: Abongile Tom (ZAF) Video-assistent: Daniel Nii Laryea (GHA) |
| 28 januari Afrika Cup Achtste finale «onderlinge duels» 20:00 uur (UTC) | Strafschoppen |              | | Stade Laurent Pokou, San-Pédro Toeschouwers: 12.342 Scheidsrechter: Abongile Tom (ZAF) Video-assistent: Daniel Nii Laryea (GHA) |
| 28 januari Afrika Cup Achtste finale «onderlinge duels» 20:00 uur (UTC) | Mohamed Abdelmonem Mostafa Mohamed Omar Marmoush Omar Kamal Mohamed Hany Ahmed Hegazi Mostafa Fathi Mahmoud Hamada Mohamed Abou Gabal | 7 – 8        | Samuel Moutoussamy Arthur Masuaku Grady Diangana Silas Katompa Mvumpa Aaron Tshibola Gédéon Kalulu Chancel Mbemba Henock Inonga Baka Lionel Mpasi | Stade Laurent Pokou, San-Pédro Toeschouwers: 12.342 Scheidsrechter: Abongile Tom (ZAF) Video-assistent: Daniel Nii Laryea (GHA) |

|  |  |  |  |  |  |  |  |  |

|                                                                             |                            |       |               | |
| 22 maart Vriendschappelijk FIFA Series «onderlinge duels» 22:00 uur (UTC+2) | Egypte                     | 1 – 0 | Nieuw-Zeeland | Misrstadion, Nieuwe hoofdstad van Egypte Toeschouwers: 30.200 Scheidsrechter: Clement Franklin Kpan (CIV) |
| 22 maart Vriendschappelijk FIFA Series «onderlinge duels» 22:00 uur (UTC+2) | Mostafa Mohamed 29' (pen.) |       |               | Misrstadion, Nieuwe hoofdstad van Egypte Toeschouwers: 30.200 Scheidsrechter: Clement Franklin Kpan (CIV) |

|                                                                             |                                        |       |                                                                          | |
| 26 maart Vriendschappelijk FIFA Series «onderlinge duels» 22:00 uur (UTC+2) | Egypte                                 | 2 – 4 | Kroatië                                                                  | Misrstadion, Nieuwe hoofdstad van Egypte Toeschouwers: 85.350 Scheidsrechter: Adalbert Diouf (SEN) |
| 26 maart Vriendschappelijk FIFA Series «onderlinge duels» 22:00 uur (UTC+2) | Rami Rabia 6' Mohamed Abdelmonem 90+4' |       | 21' Nikola Vlašić 57' Bruno Petković 77' Andrej Kramarić 86' Lovro Majer | Misrstadion, Nieuwe hoofdstad van Egypte Toeschouwers: 85.350 Scheidsrechter: Adalbert Diouf (SEN) |

|                                                                          |                           |       |                    |                                                                             |
| 6 juni WK 2026 kwalificatie Groep A «onderlinge duels» 22:00 uur (UTC+2) | Egypte                    | 2 – 1 | Burkina Faso       | Cairostadion, Caïro Toeschouwers: 65.000 Scheidsrechter: Peter Waweru (KEN) |
| 6 juni WK 2026 kwalificatie Groep A «onderlinge duels» 22:00 uur (UTC+2) | Trézéguet 3' Trézéguet 8' |       | 57' Lassina Traoré | Cairostadion, Caïro Toeschouwers: 65.000 Scheidsrechter: Peter Waweru (KEN) |

|                                                                         |                |       |                   |                                                                                 |
| 10 juni WK 2026 kwalificatie Groep A «onderlinge duels» 16:00 uur (UTC) | Guinee-Bissau  | 1 – 1 | Egypte            | Estádio 24 de Setembro, Bissau Scheidsrechter: Mahmood Ali Mahmood Ismail (SUD) |
| 10 juni WK 2026 kwalificatie Groep A «onderlinge duels» 16:00 uur (UTC) | Mama Baldé 42' |       | 70' Mohamed Salah | Estádio 24 de Setembro, Bissau Scheidsrechter: Mahmood Ali Mahmood Ismail (SUD) |

|                                                                               |                                                     |       |            |                                                                             |
| 6 september AK 2025 kwalificatie Groep C «onderlinge duels» 22:00 uur (UTC+3) | Egypte                                              | 3 – 0 | Kaapverdië | Cairostadion, Caïro Toeschouwers: 10.000 Scheidsrechter: Abongile Tom (ZAF) |
| 6 september AK 2025 kwalificatie Groep C «onderlinge duels» 22:00 uur (UTC+3) | Ramy Rabia 23' Omar Marmoush 45+1' Ibrahim Adel 70' |       |            | Cairostadion, Caïro Toeschouwers: 10.000 Scheidsrechter: Abongile Tom (ZAF) |

|                                                                                |          |                                                                  |        |                                                                                    |
| 10 september AK 2025 kwalificatie Groep C «onderlinge duels» 18:00 uur (UTC+2) | Botswana | 0 – 4                                                            | Egypte | Obed Itani Chilumestadion, Francistown Scheidsrechter: Omar Abdulkadir Artan (SOM) |
| 10 september AK 2025 kwalificatie Groep C «onderlinge duels» 18:00 uur (UTC+2) |          | 5' Trézéguet 29' Trézéguet 56' Mohamed Salah 90+4' Mostafa Fathi |        | Obed Itani Chilumestadion, Francistown Scheidsrechter: Omar Abdulkadir Artan (SOM) |

|                                                                              |                                 |       |            |                                                                 |
| 11 oktober AK 2025 kwalificatie Groep C «onderlinge duels» 19:00 uur (UTC+3) | Egypte                          | 2 – 0 | Mauritanië | Cairostadion, Caïro Scheidsrechter: Alhadi Allaou Mahamat (TCD) |
| 11 oktober AK 2025 kwalificatie Groep C «onderlinge duels» 19:00 uur (UTC+3) | Trézéguet 69' Mohamed Salah 79' |       |            | Cairostadion, Caïro Scheidsrechter: Alhadi Allaou Mahamat (TCD) |

|                                                                            |            |                  |        |                                                                                |
| 15 oktober AK 2025 kwalificatie Groep C «onderlinge duels» 16:00 uur (UTC) | Mauritanië | 0 – 1            | Egypte | Stade Cheikha Ould Boïdiya, Nouakchott Scheidsrechter: Imtehaz Heeralall (MRI) |
| 15 oktober AK 2025 kwalificatie Groep C «onderlinge duels» 16:00 uur (UTC) |            | 85' Ibrahim Adel |        | Stade Cheikha Ould Boïdiya, Nouakchott Scheidsrechter: Imtehaz Heeralall (MRI) |

|                                                                               |                        |       |                   |                                                                                        |
| 15 november AK 2025 kwalificatie Groep C «onderlinge duels» 14:00 uur (UTC−1) | Kaapverdië             | 1 – 1 | Egypte            | Estádio Nacional de Cabo Verde, Praia Scheidsrechter: Djindo Louis Houngnandande (BEN) |
| 15 november AK 2025 kwalificatie Groep C «onderlinge duels» 14:00 uur (UTC−1) | Ryan Mendes 63' (pen.) |       | 31' Taher Mohamed | Estádio Nacional de Cabo Verde, Praia Scheidsrechter: Djindo Louis Houngnandande (BEN) |

|                                                                               |               |       |                    |                                                              |
| 19 november AK 2025 kwalificatie Groep C «onderlinge duels» 19:00 uur (UTC+2) | Egypte        | 1 – 1 | Botswana           | 30 Juni Stadion, Caïro Scheidsrechter: Abdallah Jammeh (GAM) |
| 19 november AK 2025 kwalificatie Groep C «onderlinge duels» 19:00 uur (UTC+2) | Trézéguet 15' |       | 8' Omaatla Kebatho | 30 Juni Stadion, Caïro Scheidsrechter: Abdallah Jammeh (GAM) |

EFA · A-internationals · Selecties · Bondscoaches · Egyptisch vrouwenelftal · Olympisch elftal · Egypte U21 · Egypte U20 · Egypte U19 · Egypte U18 · Egypte U17
1920 – 1929 · 
1930 – 1939 · 
1940 – 1949 · 
1950 – 1959 · 
1960 – 1969 · 
1970 – 1979 · 
1980 – 1989 · 
1990 – 1999 · 
2000 – 2009 · 
2010 – 2019 ·
2020 − 2029
WK 1934 · 
WK 1990 · 
WK 2018
OS 1924 · 
OS 1928 · 
OS 1936 · 
OS 1948 · 
OS 1952 · 
OS 1960 · 
OS 1964 · 
OS 1968 · 
OS 1992 · 
OS 2012 · 
OS 2020
1920 · 
1921–1923 · 
1924 · 
1925–1927 · 
1928 · 
1929–1931 · 
1932 · 
1933 · 
1934 · 
1935 · 
1936 · 
1937–1947 · 
1948 · 
1949 · 
1950 · 
1952 · 
1952 · 
1953 · 
1954 · 
1955 · 
1956 · 
1957 · 
1958 · 
1959 · 
1960 · 
1961 · 
1962 · 
1963 · 
1964 · 
1965 · 
1966 · 
1967 · 
1968 · 
1969 · 
1970 · 
1971 · 
1972 · 
1973 · 
1974 · 
1975 · 
1976 · 
1977 · 
1978 · 
1979 · 
1980 · 
1981 · 
1982 · 
1983 · 
1984 · 
1985 · 
1986 · 
1987 · 
1988 · 
1989 · 
1990 · 
1991 · 
1992 · 
1993 · 
1994 · 
1995 · 
1996 · 
1997 · 
1998 · 
1999 · 
2000 · 
2001 · 
2002 · 
2003 · 
2004 · 
2005 · 
2006 · 
2007 · 
2008 · 
2009 · 
2010 · 
2011 · 
2012 ·
2013 ·
2014 ·
2015 ·
2016 ·
2017 ·
2018 ·
2019 ·
2020 ·
2021 ·
2022 ·
2023 ·
2024
Algerije ·
Angola ·
Argentinië ·
Australië ·
Bahrein ·
België ·
Benin ·
Bolivia ·
Bosnië en Herzegovina ·
Botswana ·
Brazilië ·
Bulgarije ·
Burkina Faso ·
Burundi ·
Canada ·
Centraal-Afrikaanse Republiek ·
Chili ·
China ·
Colombia ·
Comoren ·
Congo-Brazzaville ·
Congo-Kinshasa ·
DDR ·
Denemarken ·
Djibouti ·
Duitsland ·
Engeland ·
Equatoriaal-Guinea ·
Estland ·
Ethiopië ·
Finland ·
Frankrijk ·
Gabon ·
Georgië ·
Ghana ·
Griekenland ·
Guinee ·
Guinee-Bissau ·
Hongarije ·
Ierland ·
Indonesië ·
Irak ·
Iran ·
Italië ·
Ivoorkust ·
Jamaica ·
Japan ·
Jemen ·
Joegoslavië ·
Jordanië ·
Kaapverdië ·
Kameroen ·
Kenia ·
Koeweit ·
Kroatië ·
Libanon ·
Liberia ·
Libië ·
Litouwen ·
Luxemburg ·
Madagaskar ·
Malawi ·
Mali ·
Malta ·
Marokko ·
Mauritanië ·
Mauritius ·
Mexico ·
Mozambique ·
Namibië ·
Nederland ·
Nieuw-Zeeland ·
Niger ·
Nigeria ·
Noord-Korea ·
Noord-Macedonië ·
Noorwegen ·
Oeganda ·
Oman ·
Oostenrijk ·
Palestina ·
Polen ·
Portugal ·
Qatar ·
Roemenië ·
Rusland ·
Rwanda ·
Saoedi-Arabië ·
Schotland ·
Senegal ·
Sierra Leone ·
Slowakije ·
Soedan ·
Somalië ·
Spanje ·
Swaziland ·
Syrië ·
Tanzania ·
Thailand ·
Togo ·
Trinidad en Tobago ·
Tsjaad ·
Tsjecho-Slowakije ·
Tunesië ·
Turkije ·
Uruguay ·
Verenigde Arabische Emiraten ·
Verenigde Staten ·
Wit-Rusland ·
Zambia ·
Zimbabwe ·
Zuid-Afrika ·
Zuid-Jemen ·
Zuid-Korea ·
Zuid-Soedan ·
Zweden ·
Zwitserland
Kameroen (2017) ·
Rusland (2018) ·
Saoedi-Arabië (2018) ·
Uruguay (2018)
CONMEBOL: Argentinië · Bolivia · Brazilië · Chili · Colombia · Ecuador · Paraguay · Peru · Uruguay · Venezuela

UEFA: Albanië · Andorra · Armenië · Azerbeidzjan · België · Bosnië en Herzegovina · Bulgarije · Cyprus · Denemarken · Duitsland · Engeland · Estland · Faeröer · Finland · Frankrijk · Georgië · Gibraltar · Griekenland · Hongarije · IJsland · Ierland · Israël · Italië · Kazachstan · Kosovo · Kroatië · Letland · Liechtenstein · Litouwen · Luxemburg · Malta · Moldavië · Montenegro · Nederland · Noord-Ierland · Noord-Macedonië · Noorwegen · Oekraïne · Oostenrijk · Polen · Portugal · Roemenië · Rusland · San Marino · Schotland · Servië · Slovenië · Slowakije · Spanje · Tsjechië · Turkije · Wales · Wit-Rusland · Zweden · Zwitserland

AFC: Australië · China · Irak · Iran · Japan · Libanon · Oezbekistan · Oman · Qatar · Saoedi-Arabië · Syrië · Verenigde Arabische Emiraten · Vietnam · Zuid-Korea

CAF: Algerije · Burkina Faso · Congo-Kinshasa · Egypte · Ghana · Ivoorkust · Kaapverdië · Kameroen · Mali · Marokko · Nigeria · Senegal · Tunesië · Zuid-Afrika

CONCACAF: Canada · Costa Rica · Curaçao · El Salvador · Honduras · Jamaica · Mexico · Panama · Suriname · Verenigde Staten

OFC: Nieuw-Zeeland